# Chlorogomphus takakuwai
Chlorogomphus takakuwai – gatunek ważki z rodziny Chlorogomphidae.